# شمشیرآباد
شمشیرآباد ، روستایی از توابع بخش مرکزی شهرستان راور در استان کرمان ایران است.
این روستا شمالی ترین نقطه استان کرمان از لحاظ مختصات جغرافیایی و مسکونی بودن است.

## جمعیت
این روستا در دهستان راور قرار دارد و براساس سرشماری مرکز آمار ایران در سال ۱۳۸۵، جمعیت آن ۲۸ نفر (۷خانوار) بوده‌است.